# بخش دوله
بخش دوله (به انگلیسی: Dhule district) یک منطقهٔ مسکونی در هند است که در بخش ناشیک واقع شده‌است. بخش دوله ۷٬۱۹۵ کیلومتر مربع مساحت و ۲٬۰۵۰٬۸۶۲ نفر جمعیت دارد.